# 兒子與情人
《兒子與情人》（英語：Sons and Lovers）是大衛·赫伯特·勞倫斯的小說作品，曾入選20世紀百大英文小說。